# آنا ليما (ممثلة)
آنا ليما (بالبرتغالية: Ana Lima‏) هي ممثلة برازيلية، ولدت في 28 أغسطس 1973 في Carangola ‏ في البرازيل.

## وصلات خارجية
- آنا ليما (ممثلة) على موقع IMDb (الإنجليزية)
- آنا ليما (ممثلة) على موقع روتن توميتوز (الإنجليزية)
- آنا ليما (ممثلة) على موقع ميوزك برينز (الإنجليزية)
- آنا ليما (ممثلة) على موقع قاعدة بيانات الفيلم (الإنجليزية)